# Raffaele Di Sipio
Raffaele Otello Di Sipio, noto anche come Raf Di Sipio (Orsogna, 17 dicembre 1906 – Milano, 12 aprile 1995), è stato un attore italiano.

## Biografia
Fan di Adriano Celentano sin dagli esordi del cantautore, viene notato dallo stesso nel 1961 quando, alla sua esibizione al Festival di Sanremo col brano 24 mila baci, nel corso di un momento di pausa musicale, Di Sipio irruppe in un applauso fragoroso nel bel mezzo del silenzio della sala. Da allora Celentano lo unì al proprio clan.
Ha lavorato sempre come caratterista nei film con Adriano Celentano: dal 1975 in Yuppi du fino a Joan Lui - Ma un giorno nel paese arrivo io di lunedì del 1985.

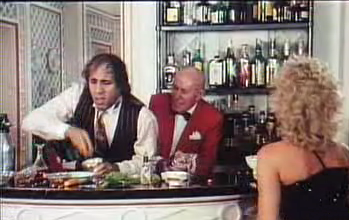
Raf Di Sipio con Adriano Celentano, in una scena del film Grand Hotel Excelsior (1982)

La sua ultima apparizione è stata in due puntate di Fantastico del 1987-1988, l'edizione condotta proprio da Celentano.
Raffaele Di Sipio muore a Milano nel 1995.

## Filmografia
- Yuppi du, regia di Adriano Celentano (1975)
- Di che segno sei?, regia di Sergio Corbucci (1975)
- Bluff - Storia di truffe e di imbroglioni, regia di Sergio Corbucci (1976)
- Ecco noi per esempio..., regia di Sergio Corbucci (1977)
- Geppo il folle, regia di Adriano Celentano (1978)
- Zio Adolfo in arte Führer, regia di Castellano e Pipolo (1978)
- Il bisbetico domato, regia di Castellano e Pipolo (1980)
- Qua la mano, regia di Pasquale Festa Campanile (1980)
- Asso, regia di Castellano e Pipolo (1981)
- Innamorato pazzo, regia di Castellano e Pipolo (1981)
- Grand Hotel Excelsior, regia di Castellano e Pipolo (1982)
- Bingo Bongo, regia di Pasquale Festa Campanile (1982)
- Segni particolari: bellissimo, regia di Castellano e Pipolo (1983)
- Lui è peggio di me, regia di Enrico Oldoini (1985)
- Joan Lui - Ma un giorno nel paese arrivo io di lunedì, regia di Adriano Celentano (1985)

## Doppiatori italiani
- Guido Cerniglia in Innamorato pazzo, Lui è peggio di me
- Nello Riviè in Asso